# حارة بدر (الكود)
بدر هي إحدى حارات حي بدر بمدينة الكود التابعة لمحافظة أبين، بلغ تعداد سكانها 2852 نسمة حسب تعداد اليمن لعام 2004.